# Ід (міфологія)
Ід, також І́дас (грец. Ίδας) — син Афарея (варіант: Посейдона), брат Лінкея, мессенський герой, один з аргонавтів. Іда та Лінкея спочатку ототожнювали з Діоскурами та називали Афаретіди.
Ід одружився з Марпессою, дочкою Евена (епонім етолійської річки). З Марпесою хотів зблизитись Аполлон, однак Ід викрав її на колісниці, запряженій крилатими кіньми, яких йому подарував Посейдон. Евен і Аполлон переслідували Іда, але Евен, утомившись від гонитви, кинувся в однойменну річку. Аполлон наздогнав утікачів у Мессенії. Ід став до бою проти бога, однак Зевс зупинив їх, даючи Марпессі право вибору. Вона вибрала смертного, зваживши, що бог покине її, коли вона почне старіти. Марпесса народила від Іда Клеопатру, дружину Мелеагра.